# Foron (marque)
Pour les articles homonymes, voir Foron.

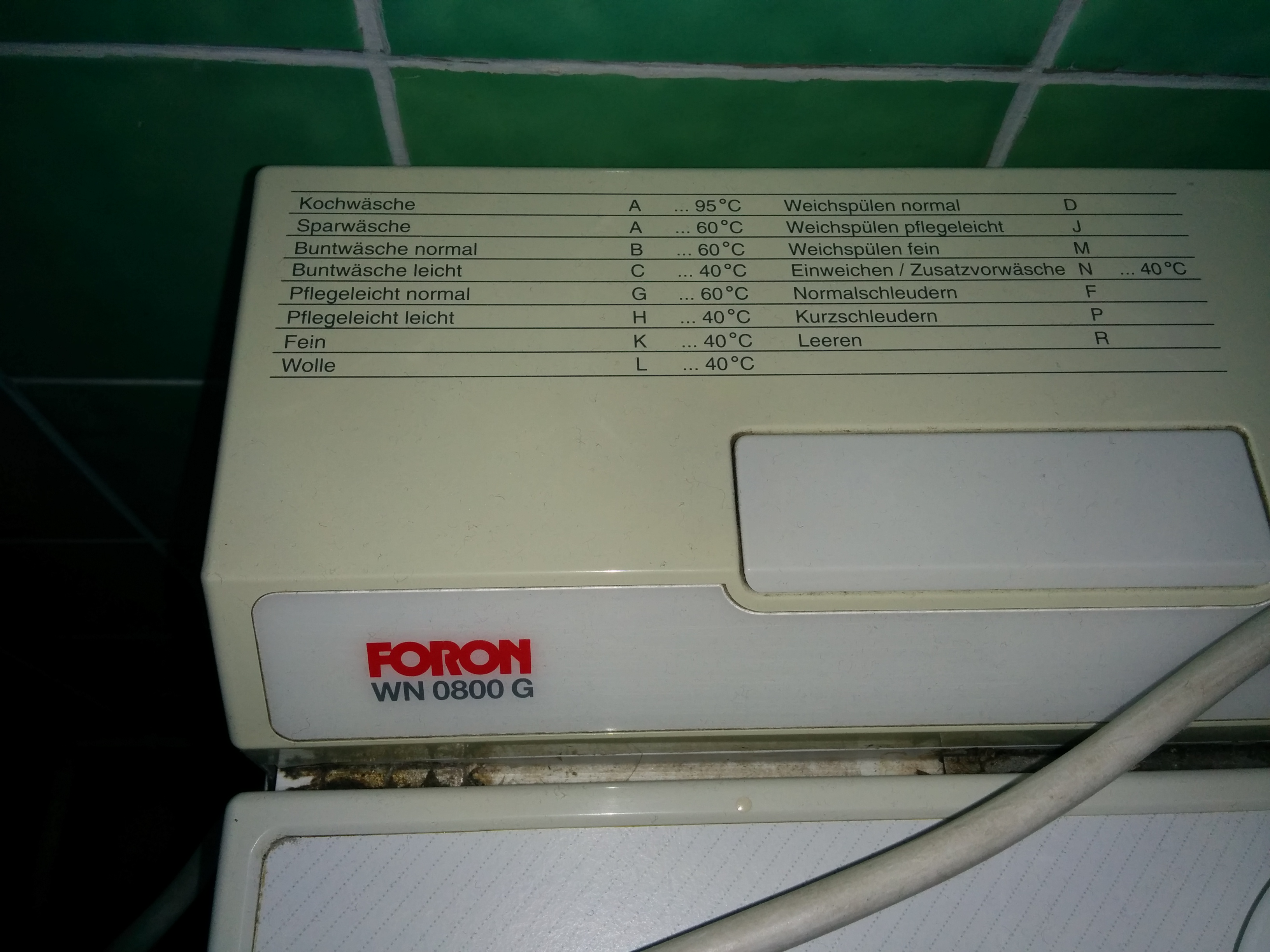
Foron machine à laver

Foron fait partie de la famille des marques blanches du groupe "EFS Hausgeräte" dont le siège est situé à Duisbourg.